# Диема Спорт 2
Диема Спорт 2 е български платен телевизионен канал. През декември 2020 г. става собственост на „Юнайтед Груп“.
Стартира на 8 август 2015 като част от платения пакет Диема Екстра. Каналът излъчва спортни събития като Първа лига, Английска висша лига, баскетбол, бокс, голф и други заедно с Диема, Диема Спорт, Нова Спорт и Trace Sport Stars. Част от програмата на канала са още обзорни и магазинни спортни предавания, токшоута и коментарни студия.